# Privateer (Karolina Południowa)
Privateer – jednostka osadnicza w Stanach Zjednoczonych, w stanie Karolina Południowa, w hrabstwie Sumter.